# Walters (Oklahoma)
Walters – miasto w Stanach Zjednoczonych, w stanie Oklahoma, siedziba administracyjna hrabstwa Cotton.